# Patrick Thomas
Patrick Thomas (* 2. Juni 1992 in Seeheim-Jugenheim) ist ein deutscher Faustballspieler. Er spielt sowohl in der Feldsaison als auch in der Hallensaison beim TSV Pfungstadt in der 1. Bundesliga Süd. Sein Länderspiel-Debüt gab er im August 2010 während des großen internationalen Turniers in Jona (Schweiz).

## Karriere

### TSV Pfungstadt
Die erfolgreiche Karriere von Patrick Thomas begann 2010 mit dem Aufstieg seines Heimatvereins TSV Pfungstadt in die erste Bundesliga Süd. Als der herausragende Angreifer im Weltfaustball gewann er direkt nach dem Aufstieg den ersten nationalen Titel im Feldfaustball. In den Jahren 2011–2013 folgten weitere drei DM-Titel. In der Hallensaison 2012/13 konnte er mit seiner Mannschaft erstmals den deutschen Hallentitel in Coburg sichern.
International machte er mit dem TSV Pfungstadt 2011 auf sich aufmerksam, als man im Halbfinale des Europapokals der Landesmeister nur knapp am späteren Europapokalsieger Union Schick Freistadt scheiterte. 2012 gelang jedoch die Revanche und er konnte mit seinem Team im Finale in Grieskirchen erstmals den Europapokaltitel nach Pfungstadt holen. Ein Jahr später glückte im schwäbischen Unterhaugstett die Titelverteidigung gegen einen weiteren österreichischen Vertreter, den FG Grieskirchen.
Den nächsten Höhepunkt auf Vereinsebene gab es im Oktober 2013, als er mit seinem Verein beim Weltpokal der Vereinsmannschaften im namibischen Windhoek im Entscheidungssatz gegen den brasilianischen Vertreter Novo Hamburgo verlor und denkbar knapp den größten Titel im Vereins-Weltfaustball verpasste.
Ein Jahr darauf schaffte er es dann erstmals mit seiner Mannschaft in der Heimat Pfungstadt, den Weltpokal zu gewinnen. Gegen die brasilianische Mannschaft Clube Duqué de Caxias aus Curitiba gewann er das Endspiel mit 4:0 (11:7; 11:4; 11:6 und 11:9). 2016 verteidigte er mit seinem Team den Titel in Kapstadt gegen den brasilianischen Club Mercês ebenfalls mit  4:0 (12:10, 11:6, 11:4, 11:9).

### Nationalmannschaft
Mit 18 Jahren gab Patrick Thomas sein Länderspiel-Debüt in der deutschen Herrennationalmannschaft beim internationalen Top-Turnier in Jona. Im Anschluss daran wurde er für die Europameisterschaft in Ermatingen nominiert, wo die Mannschaft den 3. Platz erreichen konnte.
Seinen ersten Weltmeistertitel holte Thomas 2011 in Österreich, als der erst 19-Jährige seine Mannschaft vor über 7000 Zuschauern gegen den Gastgeber zum Sieg führte und damit den Titel, nach 16 Jahren und zum damaligen Zeitpunkt überraschend, wieder nach Deutschland holen konnte.
Bei den World Games 2013 in Kolumbien war Patrick Thomas wieder ein unverzichtbarer Bestandteil des Nationalteams, als er erneut einen großen Titel nach Deutschland holen konnte.
2014 wurde er in Olten Europameister 2014 und schaffte somit etwas, das vor ihm noch keiner erreichte: mit 22 Jahren sowohl mit dem Verein als auch mit der Nationalmannschaft alle Titel gewonnen zu haben, die es zu gewinnen gibt.
Im November 2015 wiederholte er den WM-Erfolg von Österreich und siegte mit der Nationalmannschaft bei der WM in Córdoba.
2016 in Grieskirchen (Österreich) und 2018 in Adelmannsfelden (Deutschland) verteidigte er den Europameistertitel.

## Erfolge
Nationalmannschaft
- 2009: U18-Europameister (Schönberg/Deutschland)
- 2009: U18-Weltmeister (Namibia)
- 2010: U18-Weltmeister (Spanien)
- 2010: 3. Platz Europameisterschaft (Schweiz)
- 2011: Weltmeister (Österreich)
- 2012: 3. Platz Europameisterschaft (Schweinfurt/Deutschland)
- 2013: World-Games-Sieger (Kolumbien)
- 2013: U21-Europameister (Tschechien)
- 2014: Europameister (Schweiz)
- 2015: Weltmeister (Argentinien)
- 2016: Europameister (Österreich)
- 2017: World-Games-Sieger (Polen)
- 2018: Europameister (Deutschland)
- 2019: Weltmeister (Schweiz)
- 2022: Europameister (Italien)
- 2022: World-Games-Sieger (USA)
- 2023: Weltmeister (Deutschland)

Verein (national)
- 2010: Deutscher Meister (Feld)
- 2011: Deutscher Meister (Feld)
- 2012: Deutscher Meister (Feld)
- 2012/13: Deutscher Meister (Halle)
- 2013: Deutscher Meister (Feld)
- 2013/14: Deutscher Meister (Halle)
- 2014: Deutscher Meister (Feld)
- 2014/15: Deutscher Meister (Halle)
- 2015: Deutscher Meister (Feld)
- 2015/16: Deutscher Meister (Halle)
- 2016: Deutscher Meister (Feld)
- 2016/17: Deutscher Meister (Halle)
- 2018: Deutscher Meister (Feld)
- 2018/19: Deutscher Meister (Halle)
- 2019: Deutscher Meister (Feld)
- 2019/20: Deutscher Meister (Halle)
- 2020: Deutscher Meister (Feld)
- 2021: Deutscher Meister (Feld)
- 2021/22: Deutscher Meister (Halle)
- 2022: Deutscher Meister (Feld)
- 2022/23: Deutscher Meister (Halle)
- 2023: Deutscher Meister (Feld)
- 2023/24: Deutscher Meister (Halle)
- 2024: Deutscher Meister (Feld)

Verein (international)
- 2012: Europapokalsieger (Feld)
- 2013: Europapokalsieger (Feld)
- 2014: Europapokalsieger (Halle)
- 2014: Weltpokalsieger (Feld)
- 2015: Europapokalsieger (Halle)
- 2015: Europapokalsieger (Feld)
- 2016: Europapokalsieger (Halle)
- 2016: Europapokalsieger (Feld)
- 2016: Weltpokalsieger (Feld)
- 2017: Europapokalsieger (Halle)
- 2018: Europapokalsieger (Feld)
- 2019 Europapokalsieger (Halle)
- 2019 Europapokalsieger (Feld)
- 2019: Weltpokalsieger (Feld)
- 2020 Europapokalsieger (Halle)
- 2021 Europapokalsieger (Halle)
- 2022 Europapokalsieger (Halle)
- 2022: Weltpokalsieger (Feld)
- 2023: Europapokalsieger (Feld)
- 2024: Europapokalsieger (Halle)

## Ehrungen
Am 25. Oktober 2013 wurde er durch Bundespräsident Joachim Gauck für den World-Games-Titel in Kolumbien mit dem Silbernen Lorbeerblatt geehrt, die höchste Auszeichnung für deutsche Sportler. Für den erneuten Gewinn der Worldgames in Wrocław (Breslau) wurde ihm am 13. Oktober 2017 in Berlin zum zweiten Mal das Silberne Lorbeerblatt verliehen. Am 9. September 2022 wurde ihm von Bundespräsident Frank-Walter Steinmeier zum dritten Mal das Silberne Lorbeerblatt verliehen.

## Privates
Patrick Thomas tritt in die Fußstapfen seines Vaters Dieter Thomas, der in seiner aktiven Zeit selbst ein sehr erfolgreicher Faustballer war und mehrfacher Welt- und Europameister mit der Nationalmannschaft wurde sowie auf Vereinsebene insgesamt zehn Deutsche Meistertitel holte. Sein Bruder Sebastian Thomas spielt mit ihm zusammen beim TSV Pfungstadt und in der Nationalmannschaft. Gemeinsam wurden sie 2015 in Argentinien Weltmeister.